# 春日市立春日中学校
春日市立春日中学校（かすがしりつ かすがちゅうがっこう）は、福岡県春日市須玖南にある公立中学校。

## 概要
春日市域の西方に位置する牛頸川と那珂川に挟まれた平野部、弥生時代の遺跡の散在で知られる須玖地区南方の一角に所在する。
春日市の他の小中学校同様にコミュニティ・スクールを導入している。

## 歴史
「学校の概要」（春日中学校公式ホームページ）参照。
- 1954年（昭和29年）
  - 4月 - 筑紫郡春日町ほか2ヶ町村組合立三筑中学校より分離独立し、三筑南中学校として開校。
  - 10月 - 現在地に移転。
- 1960年（昭和35年）4月 -春日町立春日東中学校（現・春日市立春日東中学校）が本校から分離独立。
- 1972年（昭和47年）4月 - 市制施行に伴い、春日市立春日中学校と改称。
- 1977年（昭和52年）4月 - 春日市立春日西中学校が本校から分離独立。
- 1996年（平成8年）4月 -  春日市立春日北中学校が本校から分離独立。
- 2004年（平成16年）11月 - 創立50周年記念式典開催。
- 2010年（平成22年）
  - 2月 - 新体育館完成。
  - 4月 - 春日中学校分室ことばの教室を開設。

## アクセス
- 九州旅客鉄道（JR九州）鹿児島本線南福岡駅から車で7分、同博多南線博多南駅から車で6分[2]。
- 西日本鉄道「雑餉隈駅」から車で8分[2]。
- 西鉄バス「放送所前」「須玖南8丁目」停留所から徒歩1分[2]。

## 卒業生
- 琴春日桂吾（大相撲力士、元幕内）

## 周辺
- 奴国の丘歴史公園 - 市の管理による歴史公園。わずか北に所在。
- 熊野神社 - 伊弉諾命および伊弉冉命を祀る神社[3]。わずか北に所在。
- 春日市立須玖小学校 - わずか北に所在。
- NHK春日ラジオ放送所 - NHKラジオ第一放送・第二放送の送信所。